# 民主主義者 (ノルウェー)
ノルウェーの民主主義者（みんしゅしゅぎしゃ、ノルウェー語: Demokratene i Norge）は2002年8月24日に設立されたノルウェーのミニ政党。現在の党首は元進歩党ノルウェー議会議員のGeir Ugland Jacobsen。現在7自治体に8名、ヴェスト・アグデル県議会に1名の党所属議員がいるものの、ノルウェー議会には議員が存在しない。
移民反対や減税を主たる党是としている一方で、経済や文化などの問題については、中道寄りか社会民主主義的なスタンスを取る。これは進歩党を中心に労働党や保守党、自由党のほか社会主義左翼党の元党員らが参集して結党したことによる。
2009年に行われた直近の議会選挙では初めて全県に候補者を立てたものの、選挙の結果0.1%の得票率を得るに留まった。

## 党是
小さな政府の実現を掲げるアンネシュ・ランゲ及び発足当初の進歩党の正統な後継者と見られがちだが、同党の見解とは異なる政策も少なからず存在する。
- 欧州連合加盟には反対しており、シェンゲン条約及び欧州経済領域からの撤退をも視野に入れている[8]。
- 安楽死の合法化に強硬に反対。
- 経済的自由主義ではなく「社会民主主義」的な経済政策を擁護[8]。
- 原則として移民制限を主張。とりわけムスリムに対しては強硬な態度で臨み、その象徴である新たなミナレット建設の中止の是非についてレファレンダムにかける方針[9]。

### 移民・難民に対する見解
西洋諸国に大量の移民が流入することで、治安の悪化や犯罪の激増など、将来的には計り知れない問題を招くであろうとの判断から移民には厳しい制限を加える。また、従来の難民政策の転換をも掲げており、国外の難民を援助する余裕があるなら国内の貧困層を優先的に助けるべきとの立場を取る。しかし、政府の言う「真の難民」についてはこの限りではない。

## 選挙結果
| 年   | 県議会議員選挙 | 年   | 議会選挙 |
| ---- | -------------- | ---- | -------- |
| 2003 | 0.3%           | 2005 | 0.1%     |
| 2007 | 0.3%           | 2009 | 0.1%     |
| 2011 | 0,3            | 2013 | 0,1%     |
| 2015 | (0,2%) (0,3%)  | 2017 | 0,1      |
| 2019 |                | 2021 | 1,1      |
| 2023 |                | 2025 |          |